# 滇南桫椤
滇南桫椤（学名：Alsophila austroyunnanensis），为桫椤科桫椤属下的一个植物种。其种加词“austroyunnanensis”意为“滇南的”。